# Otočje Wilhelm
Wilhelm je otočje uz zapadnu obalu Antarktičkog poluotoka na Antarktici.
Wilhelmov arhipelag sastoji se od brojnih otoka, od kojih su najveći Booth i Hovgaard. Otočje se proteže od Bismarckovog tjesnaca jugozapadno do stijene Lumus, uz zapadnu obalu Grahamove zemlje. Otkrila ga je njemačka ekspedicija pod vodstvom Eduarda Dallmanna 1873. – 74. Nazvao ih je po Vilimu I. (njem. Wilhelm), tadašnjem njemačkom caru i kralju Pruske.

## Skupine otoka
- Anagramski otoci
- Argentinski otoci
- Otoci Betbeder
- Otoci Cruls
- Otoci Dannebrog
- Otoci Myriad
- Otoci Roca
- Otoci Vedel
- Otoci Wauwermans
- Otoci Yalour

## Vanjske poveznice
|  | Zajednički poslužitelj ima još gradiva o temi Otočje Wilhelm |